# Félix Éboué
Pour les articles homonymes, voir Éboué.
Félix Éboué, né le 26 décembre 1884 à Cayenne (Guyane) et mort le 17 mai 1944 au Caire, est un administrateur colonial, résistant de la première heure durant la Seconde Guerre mondiale et homme politique français.
Humaniste, franc-maçon, il est membre de la SFIO jusqu'en septembre 1939. Il est gouverneur du Tchad, possession coloniale française, lorsque la métropole est occupée par les armées du IIIe Reich. À la suite de l'appel du 18 juin 1940, il entre en contact avec le général de Gaulle le 3 juillet et range le territoire du côté de la France libre le 26 août. Il donne ainsi officiellement à la France libre les attributs légaux d'un État souverain et devient, suivant la volonté du général de Gaulle, le troisième compagnon de la Libération. Depuis le 20 mai 1949, Félix Éboué repose au Panthéon.

## Biographie

### Enfance
Félix Éboué est né le 26 décembre 1884, rue Christophe-Colomb à Cayenne, d'une famille originaire de Roura, issue de « nouveaux libres » (esclaves émancipés par l'abolition de 1848). Il est le quatrième d'une famille de cinq enfants, dont quatre frères : Yves, Edgard, Max, Félix le cadet et une sœur, Cornélie, mariée plus tard à Félix Gratien et qui a cinq enfants : Clérence, Yves (neveu et filleul de Félix Éboué qui a deux filles : Florence et Isabelle Gratien), Aurélia, Élie (qui a deux enfants Évelyne et Raymond Gratien), et Solange Gratien. Les trois frères de Félix Éboué ne se marient pas et meurent jeunes par noyade ou ayant contracté des maladies comme orpailleurs. Son père, Yves Urbain Éboué, est orpailleur, d'abord sur le placer « Enfin » (Haute Mana), puis directeur-adjoint du placer « Dieu Merci ». Il décède en 1898 alors que Félix n’a que 13 ans.

### Études
Après de brillantes études à Cayenne, Félix Éboué obtient en 1898 une bourse d'études en métropole et part pour Bordeaux, inscrit au lycée Montaigne.
Dans la capitale girondine, en complément de ses études, Félix Éboué s'adonne au sport et particulièrement au rugby et au football. Il devient notamment capitaine de l'équipe du lycée, les « Muguets ». Avec celle-ci, il se rend à Strasbourg, en Belgique et en Angleterre. Ces déplacements lui permettent d'étudier sur le vif le tempérament des joueurs et des habitants des régions visitées. Les comptes rendus des journaux régionaux (Le Phare de la Loire, Le Populaire) enregistrent les succès de l'équipe bordelaise et rendent avec détails, l'entrain et l'adresse d'un joueur noir de cette équipe auquel est due en grande partie la victoire. Sous les couleurs du Stade bordelais UC (SBUC) et du Sporting Club universitaire de France (SCUF), il connaît les joies du stade. Il obtient à Bordeaux son baccalauréat ès-lettres, puis va s'installer à Paris où il suit des études de droit tout en suivant l'enseignement de l'École coloniale (où sont formés les administrateurs de la France d'outre-mer), où il obtient en 1908 sa licence.

### Carrière d'administrateur en Afrique-Équatoriale française (AEF)
Élève administrateur des colonies, puis administrateur-adjoint, Félix Éboué est affecté en 1909 en Afrique-Équatoriale française, à Madagascar, puis en Oubangui-Chari (actuelle République centrafricaine).
Quand éclate la Première guerre mondiale en 1914, il veut se faire incorporer en métropole, mais l’administration coloniale lui demande de rester en Oubangui-Chari car la colère gronde dans les colonies.
Il s'efforce d'apprendre les usages et coutumes de ses administrés, ce qui lui permet de mieux asseoir son administration. Ainsi, il fait publier en 1918 une étude sur les langues sango, banda et mandja. En 1935, il publie une étude sur les langages tambourinés et sifflés. Cette approche respectueuse sera saluée par le général De Gaulle, qui verra en lui le « symbole de la dette contractée envers les peuples dont le destin est associé à celui de la France ».
Il entre également en conflit avec plusieurs groupes de la région, notamment dans les zones dirigées par Morouba. Il est nommé en 1927 chevalier de la Légion d'honneur sur la proposition du ministre de l'Instruction publique.
Il est nommé administrateur chef en 1930.
Il passe vingt années de service en Afrique-Équatoriale française.

### Congés en Guyane
Durant trois congés successifs, Félix Éboué revient en Guyane, retrouvant sa famille et ses amis et partageant avec eux souvenirs et expériences africaines.
C'est ainsi qu'il fait découvrir l'écrivain René Maran, Martiniquais né à Fort-de-France, adjoint des Affaires civiles en A.-É.F., qui reçoit le prix Goncourt en 1921 pour son roman Batouala. Ils nouent une précieuse relation d’amitié.
Sa mère meurt en 1926.

### Aux Antilles françaises
Félix Éboué est nommé secrétaire général en Martinique, de juillet 1933 à janvier 1934 pour remplacer le gouverneur titulaire parti en congé pour deux ans.
Après un passage au Soudan français, il est élevé au rang de gouverneur et nommé en Guadeloupe en 1936. C'est le premier noir à accéder à un grade aussi élevé. En Guadeloupe, il met en pratique son esprit de conciliation dans un contexte social trouble. À l'occasion de la remise solennelle des prix le 1er juillet 1937 au lycée Carnot de Pointe-à-Pitre, il adresse à la jeunesse d'outre-mer son célèbre discours « Jouer le jeu » dont voici quelques extraits :

« Jouer le jeu, c'est être désintéressé.

Jouer le jeu, c'est piétiner les préjugés, tous les préjugés et apprendre à baser l'échelle des valeurs sur les critères de l'esprit.

Jouer le jeu, c'est mépriser les intrigues et les cabales, ne jamais abdiquer, malgré les clameurs ou menaces, c'est poursuivre la route droite qu'on s'est tracée.

Jouer le jeu, c'est savoir tirer son chapeau devant les authentiques valeurs qui s'imposent et faire un pied-de-nez aux pédants et aux attardés.

Jouer le jeu, c'est aimer les hommes, tous les hommes et se dire qu'ils sont tous bâtis sur une commune mesure humaine qui est faite de qualités et de défauts.

Jouer le jeu, c'est mériter notre libération et signifier la sainteté, la pureté de notre esprit… »

### Pendant la Seconde Guerre mondiale

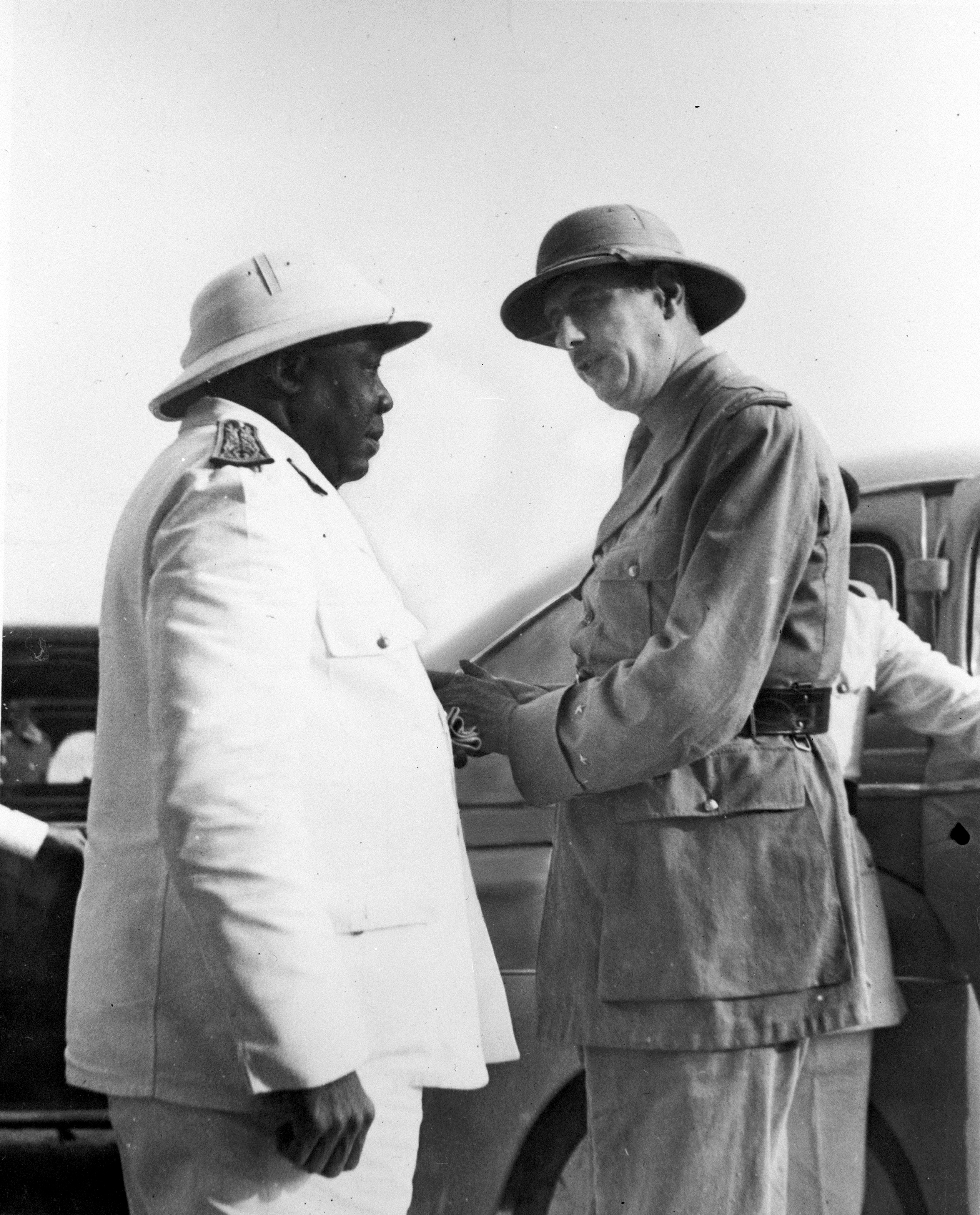
Charles de Gaulle et le gouverneur général Félix Éboué au Tchad vers octobre 1940.

Devant la menace d'un futur conflit, il est nommé en 1938 gouverneur du Tchad, avec pour mission d'assurer la protection de la voie stratégique vers le Congo français.
Il fait construire les routes qui permettront en janvier 1941 à la colonne Leclerc de remonter rapidement à travers le Tibesti vers l'Afrique du Nord.
Le 3 juillet 1940, deux semaines après l'Appel du 18 Juin, Félix Éboué entre en contact avec le général de Gaulle pour lui faire connaître son soutien.
Le 26 août, à la mairie de Fort-Lamy, il proclame, avec le colonel Pierre Marchand, commandant militaire du territoire, le ralliement officiel du Tchad au général de Gaulle, donnant ainsi « le signal de redressement de l'Empire tout entier » et une légitimité politique à la France libre, jusqu'alors dépourvue de tout territoire. René Pleven, envoyé du général de Gaulle assiste à cette proclamation, complétée d'un télégramme envoyé aux autorités coloniales. Le 15 octobre, Félix Éboué reçoit le général de Gaulle à Fort-Lamy, qui va le nommer, le 12 novembre, gouverneur général de l'Afrique-Équatoriale française. Le 29 janvier 1941, il figure parmi les cinq premières personnes à recevoir du général de Gaulle la croix de l'ordre de la Libération.
Félix Eboué transforme l'A.-É.F. en une véritable plaque tournante géostratégique, d'où partent les premières forces armées de la France libre, conduites par les généraux de Larminat, Kœnig et Leclerc.
Résidant à Brazzaville, il organise une armée de 40 000 hommes et accélère la production de guerre, où il peut enfin appliquer la « politique indigène » qu'il a eu le temps de mûrir au cours de sa longue carrière.

### Politique indigène et coloniale

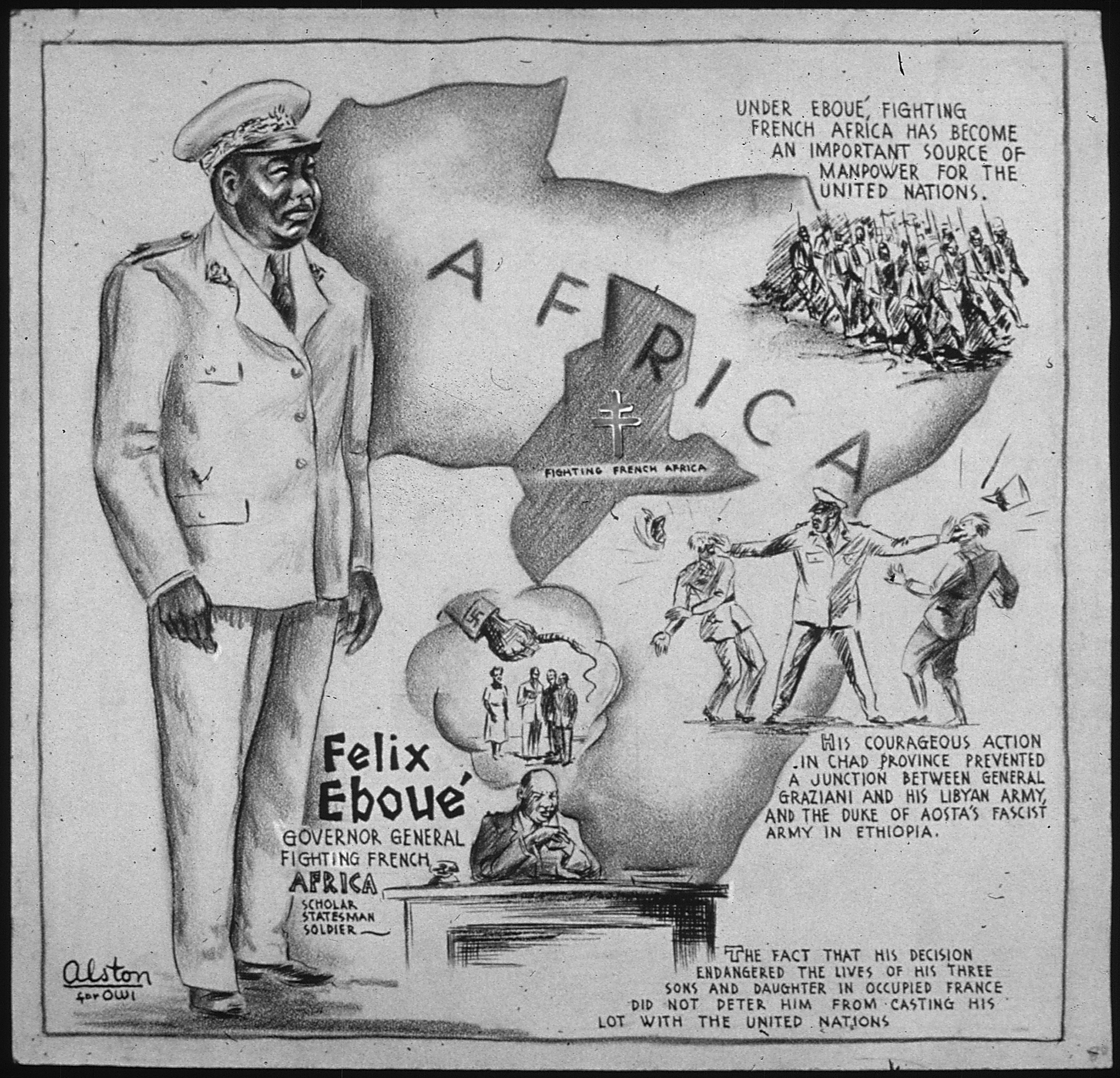
Dessin de Charles Alston célébrant l'engagement de Félix Éboué dans la France libre (Bureau d'information de guerre des États-Unis, 1943).

Pendant la guerre, Félix Éboué prend plusieurs circulaires qui sont en réalité des textes de politique coloniale. Ces circulaires sont importantes à double titre. Elles montrent tout d'abord le caractère profondément politique, voire programmatif de textes juridiques. D'autre part, alors que l'historiographie fait en général commencer la politique coloniale de la France libre avec le CFLN ou ne se focalise que sur la conférence de Brazzaville, ces circulaires - dont la substance a été reprise dans plusieurs décrets signés par de Gaulle - prouvent que dès 1941, la France libre avait une politique coloniale. 
À l'exemple de Lyautey, Félix Éboué souhaite que les autochtones puissent conserver leurs traditions, pense que la revalorisation du rôle des chefs coutumiers et des notables est indispensable et souhaite que le régime de l'indigénat, dont il ne conteste pas le bien-fondé, ne soit appliqué aux chefs de village « qu'avec la plus extrême prudence ». S'il est favorable à l'insertion de la bourgeoisie indigène dans la gestion locale, il voit dans le colon européen le collaborateur clé de l'Administration. Il préconise un rôle accru pour le colon, « qui ne se bornera pas à être l'excitateur, le tuteur et le revendeur de la production agricole indigène. D'autres activités, dans le domaine économique, lui sont réservées en propre : exploitations minières et forestières, industries de toutes sortes, entreprises de travaux publics et, d'une façon générale, tout ce qui comporte l'exécution du travail sous le commandement direct de l'Européen ». Ces circulaires sont compilées et republiées dans son étude intitulée La Nouvelle Politique indigène pour l'Afrique équatoriale française. Son conservatisme, sa méfiance envers les innovations, l'industrialisation, l'urbanisation, son appui au régime du travail forcé et au colonat feront qu'il sera cité avec profusion par les colons lors des États généraux de la colonisation française tenus à Douala en septembre 1945.
La conférence des hauts dirigeants administratifs des territoires africains tenue à Brazzaville le 22 janvier 1944 retient la thèse d'Éboué sur l'assimilation. Il ne voit pas les réalisations issues de cette conférence.

### Mort au Caire avant la Libération
Fatigué, Félix Éboué part se reposer en Égypte, après avoir séjourné en Syrie. Quelques jours avant la Libération de la France, il meurt d'une congestion cérébrale à l'hôpital français du Caire le 17 mai 1944, entouré de sa femme, de sa fille et de son fils cadet.

## Famille
Le 14 juin 1921, au cours d'un de ses congés en Guyane, Félix Éboué s'est marié à Saint-Laurent-du-Maroni avec Eugénie Tell (1889-1972), fille de Hyppolite Herménégilde Tell, notamment conseillère de la République — sénatrice — sous la Quatrième République, institutrice de cinq ans sa cadette et amie de sa sœur Cornélie (devenue Madame Félix Albert Gratien et qui repose au cimetière de Thiais près de Paris avec ses enfants Aurélia et Yves Gratien). Eugénie Tell l'aidera dans une partie de ses recherches ethnographiques, notamment sur la compréhension du langage sifflé, posant plus généralement le rôle des femmes d'administrateurs dans les études que certains d'entre-eux mènent à cette époque. Le couple a deux enfants :
1. Ginette, née le 1er mars 1922 à Paris et décédée en 1992, qui en 1946, quelques années après la mort de son père, épousera le jeune intellectuel sénégalais et ami de la famille Léopold Sédar Senghor, un mariage qui sera dissous en 1956, avant l'indépendance du Sénégal dont Senghor justement sera le premier président.
2. Charles Yves Joseph, né le 14 mai 1924 à Bangassou, en Oubangui-Chari (Afrique-Équatoriale française, actuelle République centrafricaine), décédé le 27 décembre 2013 à Reims, est pilote d'avion en Égypte, dans la péninsule indochinoise et en Nouvelle-Calédonie.

Félix Éboué a deux autres fils de précédentes unions : 
1. Henry[11], né le 14 juillet 1914 à Bouka en Oubangui-Chari (actuelle République centrafricaine), décédé le 5 juin 1972 à Paris.
2. Robert, né le 18 mai 1919 à Bambari en Oubangui-Chari[21],[11], décédé le 12 janvier 2011 à l'âge de 91 ans, dont le corps repose au cimetière de Les Clayes-sous-Bois, près de l'église Saint-Martin des Clayes-sous-Bois (Yvelines). Il a de son premier mariage une fille Caroline et de son deuxième mariage une autre fille Sylvie et deux fils, Christian et Bertin.

Tous ses enfants ont combattu dans les Forces françaises libres, Henry et Robert dans la 1re DFL à partir de 1942, Charles dans les Forces aériennes françaises libres, Ginette dans les volontaires féminines. Henry Éboué s'est évadé d'un camp de prisonniers allemand, probablement en 1942.

## Hommages rendus à Félix Éboué

### À Paris

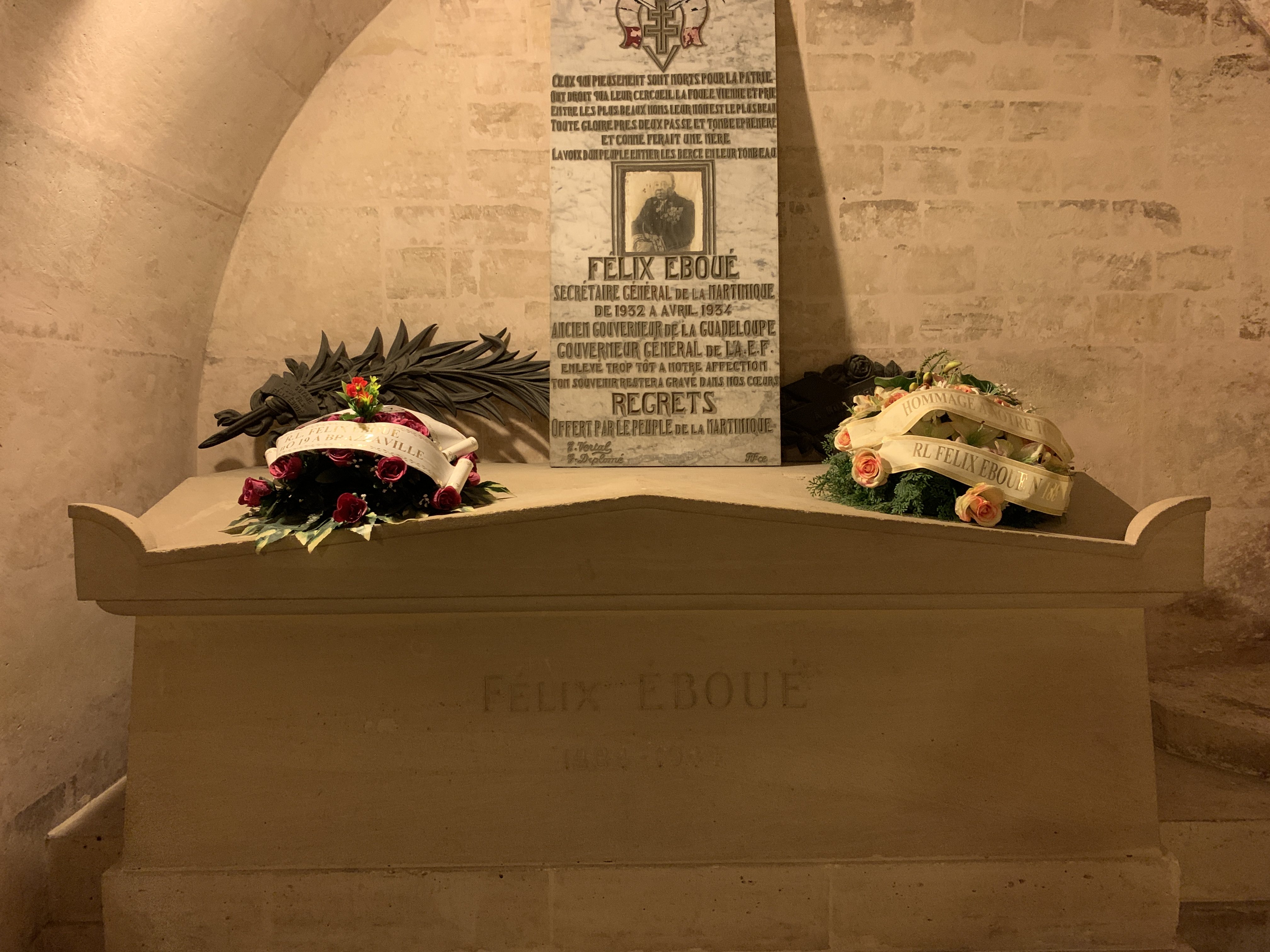
La tombe de Félix Éboué au Panthéon.

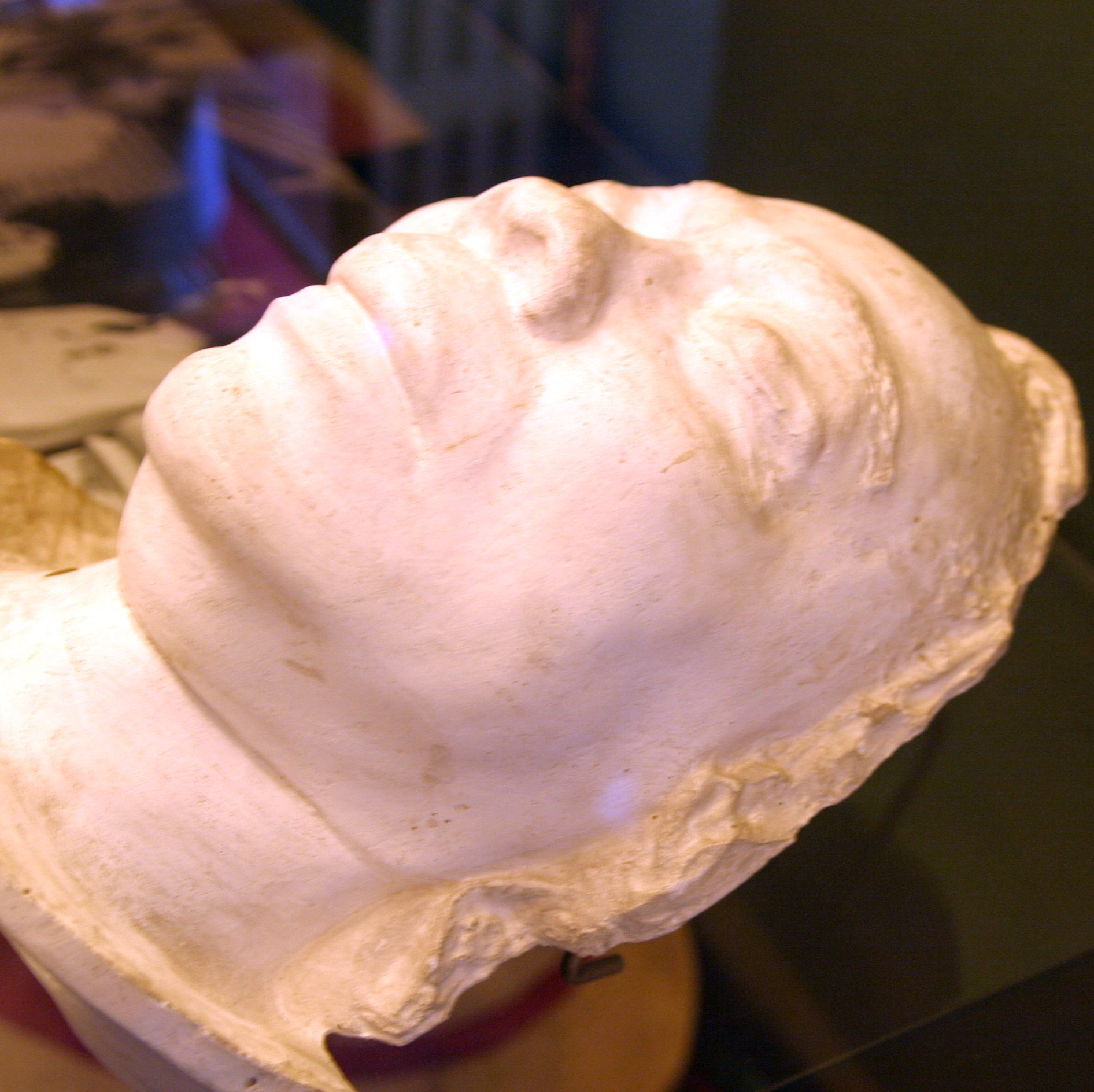
Le masque mortuaire de Félix Éboué au musée de l'ordre de la Libération.

Léopold Sédar Senghor, qui épouse sa fille, lui dédie un poème de son recueil Hosties noires, qu'il écrit à Paris en 1942.
En 1946, Jacques Soustelle, ministre de la France d'outre-mer, en présence de Madame Éboué, de Gaston Monnerville, de Gaston Palewski représentant le général de Gaulle, inaugure, dans la cour d'honneur du ministère de la France d'outre-mer, une plaque commémorative en l'honneur de Félix Éboué.
Sur l'initiative du gouvernement, la promotion 1947 de l'École nationale de la France d'outre-mer est solennellement baptisée : « Promotion du gouverneur Félix Éboué ».
En 1947, le conseil municipal de la mairie de Paris décide de donner le nom de place Félix-Éboué à l'ancienne place Daumesnil. Et en 1977 le conseil de Paris donne aussi le nom de rue Eugénie-Éboué à une voie nouvelle, pour honorer son épouse.
La France, par la loi du 28 septembre 1948 ordonne que soient inhumés au Panthéon les restes du premier résistant de la France d'Outre-Mer.
La dépouille mortelle de Félix Éboué est débarquée du paquebot La Providence le 2 mai 1949 à Marseille qui lui fait un émouvant accueil. Le vendredi 20 mai 1949, il entre au Panthéon en compagnie de Victor Schœlcher.
Le président du conseil de la République Gaston Monnerville, également originaire de Guyane, rappelle alors que « c'est [un] message d'humanité qui a guidé Félix Éboué, et nous tous, Résistants d'outre-mer, à l'heure où le fanatisme bestial menaçait d'éteindre les lumières de l'esprit et où, avec la France, risquait de sombrer la liberté ». Cela a fait de lui la première personne noire à y reposer.
Il est décoré du titre de compagnon de la Libération. Charles de Gaulle lui rend hommage dans ses mémoires : « Cet homme d'intelligence et de cœur, ce Noir ardemment français, ce philosophe humaniste, répugnait de tout son être à la soumission de la France et au triomphe du racisme nazi ».
Pour perpétuer, à l'intérieur de l'École nationale de la France d'outre-mer le souvenir de l'élève-administrateur de 1908, le samedi 21 janvier 1950 en présence notamment de Gaston Monnerville, de Madame Éboué et de Madame Pavie (veuve du fondateur de l'École Coloniale en 1889), un marbre est dévoilé où l'on lit cette inscription :

« À la mémoire du gouverneur général Félix Éboué 

Premier résistant de la France d'Outre-mer

Né à Cayenne le 26 décembre 1884 breveté de l'école coloniale (1908)

Décédé au Caire le 17 mai 1944

Transféré à l'école, puis au Panthéon le 20 mai 1949. »

Le 21 janvier 2012, un hommage est rendu lors de l'inauguration à Cayenne de l'aéroport international Félix-Éboué par le chanteur Tedjee à travers la chanson Félix Éboué coécrite par l'ancienne ministre de la Justice Christiane Taubira et Tedjee.

### En Guyane (outre-mer)

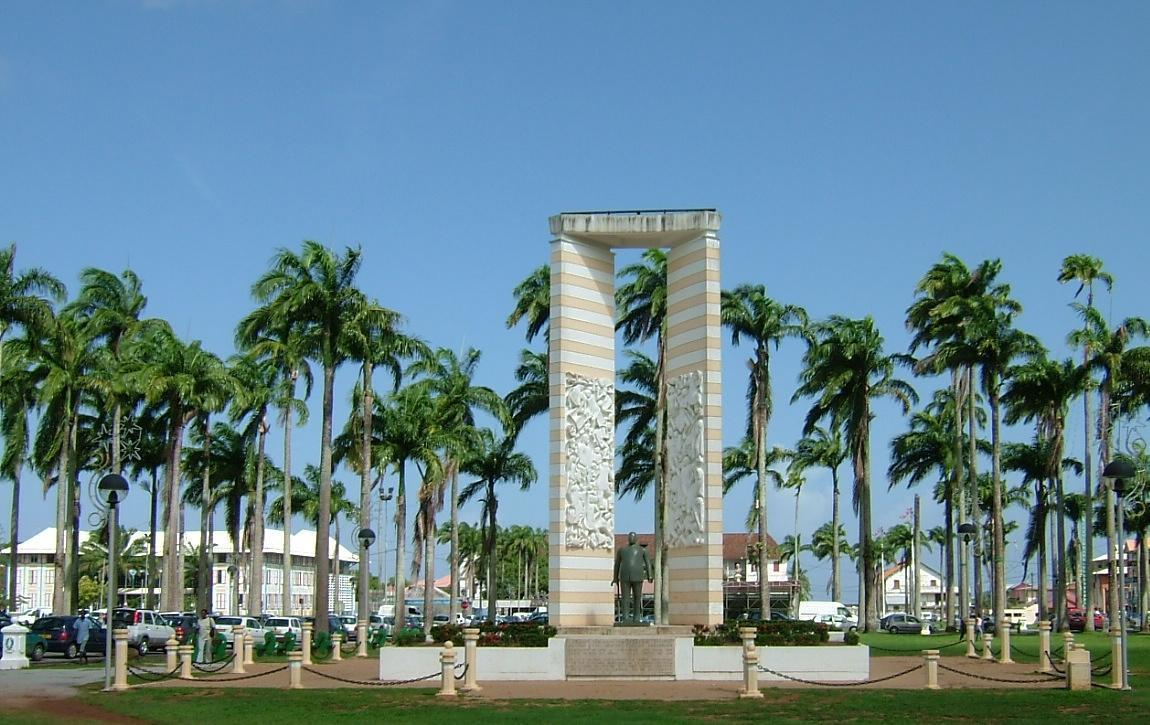
Monument à Félix Éboué à Cayenne.

Le 14 juillet 1944 a lieu l'attribution du nom Félix-Éboué à la rue Richelieu qui passe devant sa maison natale. La Guyane lui dédie un lycée à Cayenne inauguré le 3 novembre 1944 dans le bâtiment même ou Éboué a commencé ses études au collège, une salle de la préfecture.
Vers la fin des années 1990, on lui dédie un musée situé dans la maison où il a grandi, la Maison-Musée de Félix Éboué.
En avril 1957 est inaugurée sur la place des Palmistes à Cayenne une statue à son effigie réalisée par le sculpteur Maurice Gardon. Les inscriptions qui figurent sous la statue de Félix Éboué sont d'André Malraux (d'après l'épitaphe de Simonide à la bataille des Thermopyles) :
« Étranger, va dire à Lacédémone que ceux qui sont morts ici sont tombés sous sa loi. Passant, va dire aux Enfants de notre Pays :
De ce qui fut le visage désespéré de la France, les yeux de l'homme qui repose ici, n'ont jamais reflété que les traits du courage et de la liberté. »
Le 11 décembre 2009, l'assemblée générale de la Chambre de commerce et d'industrie de la Guyane vote le changement de nom de l'aérodrome de Cayenne-Rochambeau. Ce dernier nom, hommage à Jean-Baptiste-Donatien de Vimeur de Rochambeau, créait la polémique en raison de l'homonymie avec son fils Donatien de Rochambeau, tristement réputé pour la dureté avec laquelle il avait réprimé l'insurrection haïtienne lors de l'expédition de Saint-Domingue. L'aéroport est renommé aéroport international de Cayenne-Félix-Éboué le 21 janvier 2012 en présence du président de la République Nicolas Sarkozy. 
Un voie urbaine du centre de Saint-Laurent-du-Maroni est nommée rue Félix-Éboué.

### À la Guadeloupe (outre-mer)

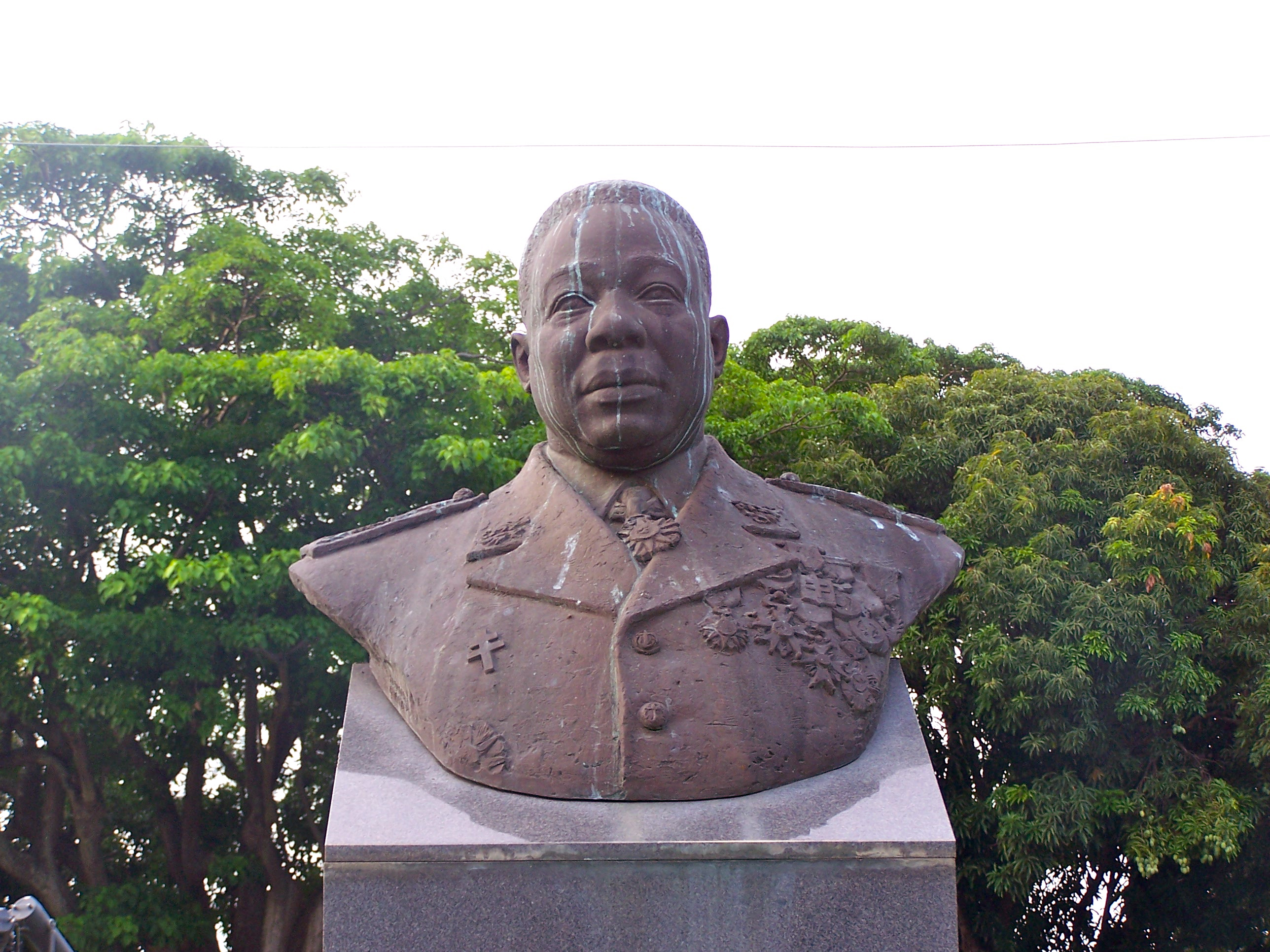
Buste de Félix Éboué sur la place de la Victoire à Pointe-à-Pitre.

- Collège Félix-Éboué dans la commune de Petit-Bourg.
- Statue de Félix Éboué par le sculpteur Albert Fage, inaugurée le 13 février 2004 à l'entrée de la ville de Sainte-Rose (site de La Boucan) en présence de Lucette Michaux-Chevry, alors présidente du Conseil régional de la Guadeloupe.
- Stade Félix-Éboué à Basse-Terre, chef-lieu de la Guadeloupe. Premier stade de football construit dans l'île à l'initiative du gouverneur de la Guadeloupe Félix Éboué (1936-1938).
- Boulevard du gouverneur général Félix-Éboué dans la ville de Basse-Terre.
- Place Félix Éboué avec un buste en bronze en hommage dans la ville de Saint-François.
- Rue Félix Eboué à Marigot - Ile de Saint-Martin.

### En Île-de-France (métropole)
- Écoles maternelle et élémentaire Félix-Éboué à Créteil (publiques)
- École élémentaire Félix-Eboué à Le Pecq (Yvelines)
- École élémentaire Félix-Éboué à Rosny-sous-Bois.
- Place Félix-Éboué, dans le 12e arrondissement de Paris.
- Rue Félix Éboué à Issy-les-Moulineaux.
- Stade Félix-Éboué à Asnières[27].

### En Alsace (métropole)
- Collège Félix-Éboué à Fessenheim.

### En Bourgogne-Franche-Comté (métropole)
- Allée Félix Éboué à Dijon.

### Dans la ville de Brazzaville (République du Congo)
La capitale du Congo, ancienne capitale de l'A.-É.F. et de l'Afrique française libre conserve le souvenir de l'ancien gouverneur général :
- Statue de Félix Éboué par le sculpteur Jonchère, posée en 1957 devant le stade qui porte son nom.
- L'ancienne avenue Félix-Faure est devenue après la guerre l'avenue Félix-Éboué (quartier de la Plaine).
- Le stade au rond-point du quartier de Poto-Poto porte son nom.
- Au palais du Peuple, ancien palais du gouvernement général et actuel de la présidence, est reconstitué son bureau.

### Dans la ville de N'Djamena – l'ancienne Fort-Lamy (République du Tchad)
- Lycée Félix-Éboué (public).
- Monument Éboué-Leclerc.

### Navire
Un des six nouveaux patrouilleurs Outre-mer de la Marine nationale française, livrable en 2025, portera son nom. Les six navires qui seront basés à Nouméa, à Papeete et à la Réunion portent ou porteront le nom de Compagnons de la libération originaires d'outre-mer.

### Numismatique
Félix Éboué figure sur une pièce de 10 € en argent éditée en 2012 par la Monnaie de Paris pour représenter son département natal, la Guyane.

### Philatélie
En 2004, un timbre est émis en héliogravure d'une valeur faciale de 0,50 €. Dessiné par Marc Taraskoff, il porte le n° YT 3714.

### Décorations
- Officier de la Légion d'honneur
- Compagnon de la Libération par décret du 29 janvier 1941 (3e récipiendaire)[28]
- Chevalier de l'ordre des Palmes académiques
- Chevalier de l'ordre du Mérite agricole
- Médaille coloniale
- Médaille de la jeunesse, des sports et de l'engagement associatif, or (médaille d'honneur de l'éducation physique)
- Commandeur de l'ordre du Nichan Iftikhar (Tunisie).

### Filmographie
- Felix Éboué, le visionnaire, de RFO (prod.) et de Barcha Bauer (réal.), 2000, 52 min [présentation en ligne] : Documentaire (autre titre Félix Éboué, le juste)
- Les dessous de l'histoire, 2022, 120 min [présentation en ligne], « Pourquoi Félix Eboué est-il entré au Panthéon ? » : Podcast